# Brainette
La Brainette est un ruisseau de Belgique coulant en province de Hainaut, affluent de la Senne et donc sous-affluent de l'Escaut par la Dyle et le Rupel.

## Géographie
Elle prend sa source sur le plateau du bois de la Houssière, traverse Braine-le-Comte en sous-sol, rejoint le village de Petit-Rœulx-lez-Braine avant de se jeter dans la Senne à Steenkerque.